# Soil Festivities
Albums de Vangelis
Antarctica
(1983) Mask
(1985)
Soil Festivities est un album studio du compositeur grec Vangelis, sorti en 1984.

## Liste des titres
| 1. | Movement 1 | 18:32 |
| 2. | Movement 2 | 6:20  |

| 1. | Movement 3 | 6:10 |
| 2. | Movement 4 | 9:57 |
| 3. | Movement 5 | 7:20 |

## Crédits
- Vangelis Papathanassiou : compositeur, synthétiseurs, arrangeur, producteur, claviers[2]
- Jess Sutcliffe : ingénieur du son